# Universität Bielsko-Biała

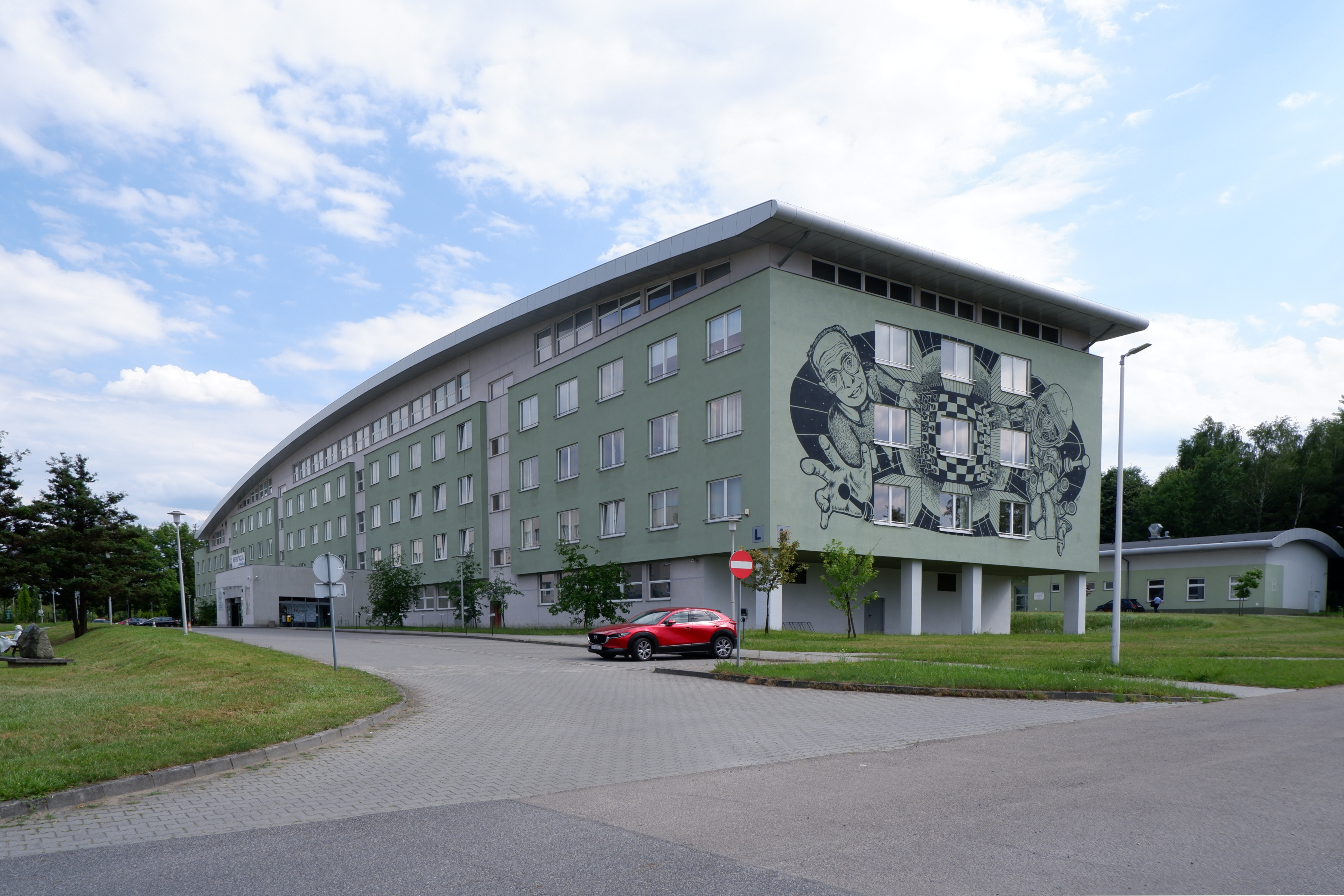
Hauptgebäude auf dem Campus in Mikuszowice

Die Universität Bielsko-Biała (polnisch: Uniwersytet Bielsko-Bialski) ist eine polnische Hochschule in Bielsko-Biała und entstand im Jahr 2001 aus einer früheren Außenstelle der Technischen Universität Łódź, ursprünglich bis September 2023 unter dem Namen Technische und Humanistische Akademie (polnisch: Akademia Techniczno-Humanistyczna). Die Universität Bielsko-Biała bildet Ingenieure für die Maschinenbau-, Textil- und Automobilindustrie sowie Spezialisten im Bereich der Wirtschafts-, Gesundheits- und Geisteswissenschaften aus.
Die Universität Bielsko-Biała gliedert sich in folgende Fakultäten:
- Maschinenbau und Informatik
- Textilfaser und Umweltschutz
- Betriebswirtschaft und Informationstechnik
- Soziologie und Geisteswissenschaften
- Gesundheitswissenschaft

Rektor der Hochschule ist Jacek Nowakowski.